# Universitat Estatal d'Ohio
La Universitat Estatal d'Ohio (en anglès The Ohio State University, OSU) és una universitat pública situada a Columbus, Ohio, EUA i fundada en 1870.